# Погодин, Николай Фёдорович
Никола́й Фёдорович Пого́дин (настоящая фамилия — Стука́лов; 3 [16] ноября 1900, станица Гундоровская, Область Войска Донского, Российская империя — 19 сентября 1962, Москва, СССР) — русский советский сценарист и драматург. Заслуженный деятель искусств РСФСР (1949). Лауреат Ленинской (1959) и двух Сталинских премий (1941, 1951). Кавалер двух орденов Ленина (1939, 1960).

## Биография
Н. Ф. Стукалов родился 3 (16) ноября 1900 года в станице Гундоровская (ныне микрорайон Гундоровский города Донецка Ростовской области). Добровольцем служил в РККА. С 1920 года работал репортёром в ростовской газете «Трудовая жизнь», в 1921—1924 жил в здании на Социалистической улице. Был разъездным корреспондентом газеты «Правда» в 1922—1932 годы. С 1925 года в Москве. В 1926 году опубликовал сборники очерков «Кумачовое утро», «Красные ростки».
В 1951—1960 годы — главный редактор журнала «Театр».
Н. Ф. Погодин умер 19 сентября 1962 года. Похоронен в Москве на Новодевичьем кладбище (участок № 8).

### Семья
Сын Погодина Олег Стукалов (1928—1987) — драматург и киносценарист, в частности автор сценария фильма «Кремлёвские куранты» по пьесе отца. Дочь Погодина Татьяна вышла замуж за внука К. И. Чуковского Николая.

## Творчество
Тематикой своих произведений Погодин всегда откликался в духе социалистического реализма на актуальные в тот или иной момент проблемы развития Советского Союза; его пьесы свидетельствуют о незаурядном драматургическом даровании писателя, но по качеству все они очень различны. <…> Погодин в 1955 написал пьесу «Сонет Петрарки» (1956), ставшую его вкладом в дело либерализации советской литературы; в ней автор требует признания человека независимым от его общественной или профессиональной функции, прав личности на неприкосновенность её духовного мира без контроля партии; показана здесь и гнусность доносительства.

В 1934 году была поставлена пьеса «Аристократы», ставшая популярной.
В ней показана «перековка» уголовников на строительстве Беломорканала.
После проведения в 1936 году показательного первого Московского процесса официальная идеология от исправления заблуждавшихся граждан резко перешла к беспощадному искоренению врагов, поэтому из репертуара убрали и пьесу Погодина.
Варлам Шаламов указывал, что полностью ложная государственная политика «перековки» и перевоспитания блатных (блатарей) была популяризована в том числе и этой пьесой, и потому «один Костя-капитан перевоспитался, а десять тысяч блатных вышли из тюрем раньше времени и совершили двадцать тысяч убийств и сорок тысяч ограблений». Вот цена, которую заплатили за «Аристократов» и «Дневник следователя» Шейнина.
Спектакль «Третья патетическая», поставленный в 1958 году М. Кедровым (художник — Л. Батурин), явился новым этапом в решении ленинской темы. В пьесе, по словам Погодина, была изображена «труднейшая пора в истории советского государства: 1923—1924 годы, нэп, период сложного и напряженного положения в партии. Острая политическая обстановка в стране усугублялась тяжелой неизлечимой болезнью Ильича. Все это определяло трагедийное звучание произведения, трагический пафос драмы. Отсюда родилось и название — «патетическая».
Своеобразным вкладом в «оттепельную литературу является пьеса «Сонет Петрарки» (1955). Главный герой, начальник строительства плотины Суходолов, произносит знаменательные слова:
«...классовую ненависть я считаю чувством святым и достойным. Но теперь у нас враждебных классов действительно нет. Спрашивается, кого же ненавидеть? Есть негодяи, отребье, воры… они достойны разве что презрения, а иногда и сожаления. Я ведь говорю сейчас о большой ненависти. Кого я должен ненавидеть в своей стране? Может быть, пора учиться любить…»

## Пьесы
- «Темп» (1929), написана под впечатлением от поездки на Сталинградский тракторный завод. Поставлена в 1930 году Театром имени Е. Вахтангова, ленинградским Красным театром, ставилась также в Баку, Ташкенте, Ашхабаде, Тбилиси и других городах СССР. Прототипом главного героя считается американский инженер Джон Найт Калдер[8]. Экранизирована в 1975 г. реж. Г. Юнгвальд-Хилькевичем.
- «Дерзость» (1930)
- «Поэма о топоре» (1931). Театр Революции, реж. А. Д. Попов; Анка — М. И. Бабанова, Степан — Д. Н. Орлов.
- «Снег» (1932)
- «Мой друг» (1932, Театр Революции, реж. А. Д. Попов; Гай — М. Ф. Астангов)
- «После бала» (1934, Театр Революции, Маша — Бабанова)
- «Аристократы» комедия в 4 действиях (1934, Реалистический театр, реж. Н. П. Охлопков)
- «Падь серебряная» (1940)[9], пьеса в 3 актах, 9 картинах.
- Трилогия о Ленине:
  - «Человек с ружьём» (1937; Театр имени Вахтангова, реж. Р. Н. Симонов; Ленин — Б. В. Щукин)
  - «Кремлёвские куранты» (1940, новый вариант 1956 — без Сталина; постановка 1942 года, МХАТ, реж. В. И. Немирович-Данченко и М. О. Кнебель; Ленин — А. Н. Грибов).
  - «Третья патетическая» (1958, МХАТ, реж. М. Н. Кедров; Ленин — Б. А. Смирнов).
- «Московские ночи» (1942)
- «Лодочница» (1943)
- «Икс и игрек» (1943)
- «Живые источники» (1944)
- «Сентиментальное знакомство» (1945)
- «На Можайской дороге» (1944–1946)
- «Когда ломаются копья» (1953)
- «Маленькая студентка» (1958)
- «Голубая рапсодия» (1961)
- «Альберт Эйнштейн» (1968) — пьеса закончена после смерти Погодина его секретарём А. Волгарём.

Комедии
- «Джиоконда» (1938),
- «Моль» (1940),
- «Когда ломаются копья» (1953),
- «Рыцари мыльных пузырей» (1955),
- «Заговор Локкарта» («Вихри враждебные», 1953),
- «Багровые облака» (1955);
- «Сотворение мира» (1945),
- «Минувшие годы» (1948),
- «Мы втроём поехали на целину» (1955),
- «Сонет Петрарки» (1957),
- «Цветы живые» (1960),
- «Верность» («Чёрные птицы», 1961, Театр имени Евг. Вахтангова),
- историко-революционные пьесы, драмы.

Роман «Янтарное ожерелье» (1960).

## Киносценарии
- 1936 — Заключённые (по пьесе «Аристократы»)
- 1938 — Человек с ружьём
- 1947 — Свет над Россией
- 1947 — Три встречи
- 1949 — Кубанские казаки
- 1952 — Джамбул
- 1953 — Вихри враждебные
- 1955 — Первый эшелон
- 1957 — Борец и клоун
- 1970 — Кремлёвские куранты

## Признание и награды

Могила Погодина на Новодевичьем кладбище Москвы.

- Сталинская премия первой степени (1941) — за пьесу «Человек с ружьём» (1937)
- Сталинская премия второй степени (1951) — за сценарий фильма «Кубанские казаки» (1949)
- заслуженный деятель искусств РСФСР (1949)
- Ленинская премия (1959) — за трилогию «Человек с ружьём», «Кремлёвские куранты», «Третья патетическая»
- два ордена Ленина (31.01.1939; 15.11.1960)
- медали

## Память
- В городе Петропавловск (Казахстан)  Областной русский драматический театр имени Николая Погодина. Осенью 1962 г. театру было присвоено имя лауреата Ленинской премии драматурга Николая Фёдоровича Погодина.
- Шахтинский драматический театр имени Н. Ф. Погодина (Ростовская область).
- В Ростовской области учреждена премия им. Николая Погодина (Ростовской областной организацией «Союз журналистов России», отмечает лучшие работы сотрудников газет, радио и телевидения)[10].
- Улица Погодина в городе Ростов-на-Дону.

## Издания
- Простые анапесты о рабочем. Павловский Посад, изд. автора, 1927
- Красные ростки. Очерки, 1926
- Казаки. М., «Огонёк», 1926
- Кумачовое утро. Очерки. М., 1926
- Темп, 1931
- Поэма о топоре, 1932
- Аристократы // «Красная новь», 1935, № 4
- Человек с ружьём // «Октябрь», 1937, № 12
- Кремлёвские куранты, 1941, перераб. изд.: «Театр», 1955, № 4
- Пьесы, 1948 (содержание: Темп; Поэма…; После бала; Мой друг; Аристократы; Человек…; Сотворение мира; Минувшие годы)
- Пьесы, 1952 (содержание: Мой друг; Аристократы; Человек…; Миссурийский вальс)
- Сонет Петрарки // альманах «Литературная Москва», 1956, № 2
- Третья патетическая // «Театр», 1958, № 9
- Маленькая студентка // альманах «Современная драматургия», № 6, 1959
- Цветы живые // «Театр», 1960, № 7
- Янтарное ожерелье. Роман // «Юность», № 1, 1960
- Голубая рапсодия // «Театр», 1966, № 11
- Альберт Эйнштейн // «Театр», 1968, № 9
- С чего начинается пьеса. Статьи, 1969
- Трилогия: Человек с ружьем, Кремлёвские куранты, Третья патетическая. М., «Художественная литература», 1969. Серия: «Библиотека произведений удостоенных Ленинской премии»
- Собрание драматических произведений. В 5-ти тт., 1960—1961
- Неизданное. В 2-х тт., 1969
- Собрание сочинений. В 4-х тт., 1972—1973